# 78 av. J.-C.
Cette page concerne l'année 78 av. J.-C. du calendrier julien proleptique.

## Événements
- 19 septembre 79 av. J.-C. (1er janvier 676 du calendrier romain) : début à Rome du consulat de Marcus Aemilius Lepidus et Quintus Lutatius Catulus[1]. Marcus Aemilius Lepidus, ancien partisan de Caius Marius, se présente au consulat et est élu malgré les efforts de l’oligarchie gouvernementale. Sylla et ses amis ne peuvent qu’amoindrir son succès en lui donnant pour collègue Quintus Lutatius Catulus, un des principaux chefs du parti syllanien[2]. Lepidus tente d'abolir la constitution de Sylla, dont il était partisan à l'origine, et propose des réformes démocratiques. Il se heurte au Sénat, s'insurge mais est repoussé au pont Milvius.
  - Tabularium (archives d’État), construit à Rome sur ordre de Catulus[2].
- Janvier-février : Marcus Aemilius Lepidus prend position dans un discours programme (Oratio ad Quirites) où il demande l’abolition en bloc de la constitution de Sylla. Catulus fait opposition et l’affaire en reste là[2].

- Mars : mort de Sylla. À l’occasion de l’organisation de ses funérailles, Marcus Aemilius Lepidus entre en conflit avec Catulus[2]. 
  - Lepidus propose une série de lois proposant le rappel des proscrits, la restitution du droit de cité à ceux qui l’avaient perdu et le rétablissement des distributions de blé. Catulus oppose son intercession, et seule la loi frumentaire réussit à passer. À Faesulae, les habitants massacrent les vétérans de Sylla et récupèrent leurs terres. Les deux consuls sont envoyés pour réprimer la révolte. Lepidus refuse de rentrer à Rome pour organiser les comices et lève une armée en Étrurie pour faire triompher ses projets de réforme constitutionnelle[3].
- À la fin de l’année, Lepidus adresse au Sénat un ultimatum demandant le droit de cité pour les Cisalpins, la restauration de la puissance tribunitienne, la réintégration des proscrits et son élection à un second consulat. Le Sénat vote alors le « senatus consultum ultimum », la loi martiale qui donne aux consuls le droit de condamner sans appel des citoyens, et l’utilise contre Lepidus[3].

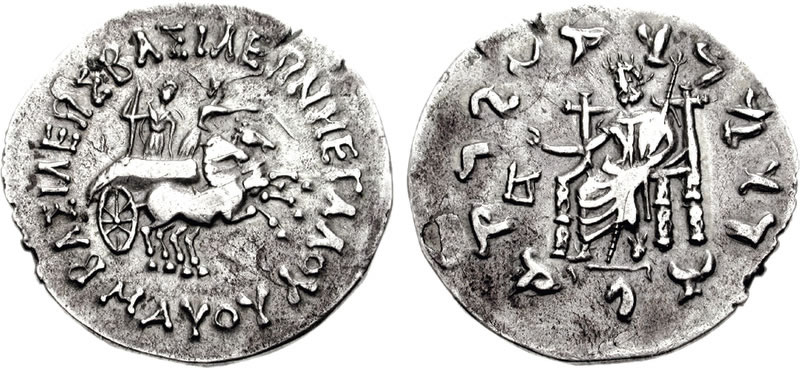
Monnaie de Manès.

- Début du règne de Manès (Maues (en)), roi indo-scythe (fin en 58 av. J.-C.). Premier roi scythe de l’Inde, il s’établit à Peshawar et à Taxila[4].

- Guerre sertorienne : Metellus mène des opérations dans l'ouest et le sud-ouest de la péninsule Ibérique et fait le siège de Lacobriga, en Lusitanie ; il réclame l'intervention du gouverneur de Gaule transalpine Lucius Manlius, mais ce dernier est battu et chassé par Lucius Hirtuleius[5] et Sertorius parvient à lever le siège de Lacobriga. Metellus se retire sur le Baetis et réclame des renforts.

- Publius Servilius Vatia est envoyé comme proconsul en Cilicie pour combattre les pirates ; il conduit une campagne contre le roi Zeniketes (de) (Zenicetus) en Pamphylie et dans l’est de la Lycie (77-76 av. J.-C.) puis attaque et bat les Isauriens et les Orondeis de Lycaonie (76 av. J.-C.). Il reçoit les honneurs du triomphe et le surnom d’Isauricus en 75 av. J.-C.[6].
- Le proconsul Caius Cosconius est envoyé combattre les Dalmates qui se sont révoltés contre Rome. Il reprend la forteresse de Salone après un siège de deux ans[7].

## Naissances
- Jing Fang, théoricien de la musique, mathématicien et astrologue chinois.

## Décès
- Mars : Sylla à Cumes (né en 138 av. J.-C.). Il reçoit à Rome des funérailles exceptionnelles et reçoit le privilège de reposer au Champ de Mars, l’ancienne nécropole des rois.